# Salchow (Sprung)
Der Salchow, benannt nach dem Schweden Ulrich Salchow, gehört zu den Elementarsprüngen des Eiskunstlaufes. Der Sprung wird in der Kür als einzelnes Element sowohl als Einfach-, Doppel-, Dreifach- und zuweilen bereits auch als Vierfachsprung gezeigt. Auch Sprungkombinationen mit anderen Sprüngen sind möglich.

## Durchführung
In einfacher Ausführung wird der Sprung von einem Fuß durch Druckverlagerung auf die Einwärtskante der Kufe rückwärts abgesprungen und nach Rotation in der Luft um die Körperlängsachse um 360° auf dem anderen Bein rückwärts auswärts gelandet. Beim Rollkunstlauf wird der Salchow ebenfalls von der Einwärtskante abgesprungen. Hier geht man allerdings kurz vor dem Absprung auf den Stopper. Der Sprung wird ebenfalls auf dem rechten Bein und rückwärts einwärts gelandet. (Die meisten Läufer springen von links rückwärts einwärts auf rechts rückwärts auswärts.)
Man unterscheidet zwei Standardarten für den Anlauf:
- mit Dreier (Wechsel von vorwärts auswärts auf rückwärts einwärts auf demselben Bein)
- mit Mohawk (Wechsel von vorwärts einwärts auf einem Bein auf rückwärts einwärts auf dem anderen Bein)

## Geschichte
Benannt ist der Sprung nach dem Schweden Ulrich Salchow, der ihn im Jahr 1909 erfand. Theresa Weld war die erste Frau, die einen Salchow sprang, dies geschah bei den Olympischen Spielen 1920.
Den ersten doppelten Salchow sprang bei den Männern Gillis Grafström in den zwanziger und bei den Frauen Cecilia Colledge in den späten dreißiger Jahren.
Den ersten dreifachen Salchow stand Ronald Robertson bei der Weltmeisterschaft 1955. Bei den Frauen gelang dies als erster mutmaßlich Petra Burka, dies war gleichzeitig der erste erfolgreich gelandete dreifache Sprung einer Frau überhaupt. Dies gelang ihr bei den kanadischen Meisterschaften 1962 und bei der Weltmeisterschaft 1965. Laut einem damaligen Bericht gelang ein dreifacher Salchow bei der Europameisterschaft 1961 bereits Helli Sengstschmid und Jana Mrázková.
Timothy Goebel stand im Jahr 1998 den ersten vierfachen Salchow. Die erste Frau, der dies gelang, war die Japanerin Miki Andō im Jahr 2002.